# جلين ميلبورن
جلين ميلبورن (بالإنجليزية: Glyn Milburn)‏ هو لاعب كرة قدم أمريكية أمريكي، ولد في 19 فبراير 1971 في لوس أنجلوس في الولايات المتحدة.

## وصلات خارجية
- جلين ميلبورن على موقع مرجع كرة القدم المحترفة.كوم (الإنجليزية)